# František Dobromysl Trnka
František Dobromysl Trnka (13. února 1798 Humpolec – 24. května 1837 Olomouc) byl učitel češtiny, polštiny a ruštiny; byl překladatelem u kriminálního soudu.

## Život
Studoval na gymnáziu v Hradci Králové a ve Vídni. Po studiích se stal vychovatelem na různých místech v Polsku, Čechách a na Moravě. V roce 1827 cestoval po Slovensku a sbíral lidové písně a pořekadla. V letech 1828-1831 vyučoval v Brně učitel češtinu, polštinu a ruštinu; byl překladatelem u kriminálního soudu. Od roku 1832 je úředníkem univerzitní knihovny v Olomouci. Zabýval se českým jazykem a literaturou, především beletristickou tvorbou, ale také upravoval spisovnou češtinu, zaváděl novotvary a tvary z moravsko-slovenských dialektů. Své návrhy prosazoval ve spisech Übersicht der böhmischen Declinationen und Cunjugationen (1829), Sbírka českých dobro- i vlastnomluvů s poznamenáním obyčejných chybomluvů i s opravením jich (1830), Kniha cvičná jazyka slovanského v Čechách, v Moravě a v uherském Slovácku (1830), Pořekadla (přísloviá) Slovákóv moravsko-uherských (1831), O českém jazyku spisovném v prospěch mladým spisovatelům i na výstrahu nedozrálým recensentům (1831-1832). Z beletrie vydal např. Vesna či Básně prvotinné (1821), Růžinky aneb spisky drobné pro dítky (1824), zábavnou prózu Povídač neb Vykladač (1835), Společník věrný (1831) atd. Drobné básně a příspěvky publikoval v periodikách Dobroslav, Pražské noviny, ve své době jediný česky psaný list nebo časopis Květy.